# 매일방송의 역사
매일방송의 역사는 아래와 같이 다룬다.

## 개국 준비 과정 및 초기
1993년 9월 23일 매일경제신문사를 대주주로 하는 경제전문 케이블TV 방송사 '매일경제방송'이 창립되었다. 1994년 10월 20일 방송시설이 준공되었고, 1995년 1월 5일부터 하루 8시간의 시험방송을 실시하여 3월 1일 개국하면서 하루 15시간 편성으로 본방송을 개시하였다.
1996년 1월 1일부터는 방송시간을 24시간으로 늘렸으며, 1998년 10월 1일 인터넷 On-Air 서비스를 개시, 1999년 10월 5일에는 미주지역 위성방송인 TAN-TV와 프로그램 수출계약을 체결하였다.
2000년 4월 29일 250억원, 6월 10일에는 300억원으로 자본금을 증액하였으며 11월 13일부터 디지털 방송을 송출하기 시작하였다.

## 성장기
2001년 5월 24일에는 니혼게이자이신문사(日本経済新聞社)가 운영하는 일본 간토지역 민영방송인 TV도쿄(テレビ東京)와 전략적 제휴 협정을 체결하였다. 2002년 4월 30일에는 미국의 경제전문 케이블 방송사인 CNBC와 업무 협조 계약을 체결하였으며 5월 1일부터 MBN-CNBC로 채널명을 변경하였다.(이하 MBN) 2002년 9월 27일 한국디지털위성방송(현 KT스카이라이프)과 프로그램 공급 계약을 체결하였고, 2003년 7월 25일에는 미주방송 에코스타를 송출하였다.

## 보도채널시대
2003년 8월 25일부터 24시간 생방송 뉴스 체제를 확립하면서 보도채널로서의 발판을 마련하기 시작하였다. 2005년 3월 28일에는 지상파DMB 사업권을 획득하여 그해 5월 MBC DMB의 주파수를 임대하여 지상파DMB 라디오 PP로서 채널을 등록하였다. 같은해 7월 1일 MBN CNBC에서 MBN으로 채널명을 변경하였고, 7월 4일 새로운 CI(mbn)를 발표하였다. 7월 18일 위성DMB TU에서 TV방송을 송출하기 시작하였다. 얼마 뒤 12월 1일에는 지상파DMB mbn 라디오가 개국하였고 2006년 5월 지상파DMB 라디오 스튜디오를 완공하였다. 2007년 3월 보도분야 변경을 승인받고 '보도'와 '데이터방송'을 분야로 추가함에 따라 정식적인 보도채널이 되었다. 5월 4일 디지털 뉴스방송을 위한 디지털 중계차를 도입하였으며, 2008년 5월 소방방재청과 '소방 방재 방송 보도'의 협약식을 체결하였다.
2008년 7월에는 최첨단 디지털 뉴스제작시스템을 구축하여 새 뉴스 스튜디오를 오픈하였고, 2009년 10월 5일부터 HD 방송의 송출이 시작되었다. 같은해 11월 MBN라디오가 비주얼 라디오 방송으로 전환되었으며 2010년 2월에는 U1 DMB의 주파수를 임대하여 MBN-TV의 지상파DMB 송출을 시작하였다.

## 종합편성채널로서의 매일방송
2010년 12월, 매일경제방송은 종합편성채널 사업자로서 선정되었다. 이에 발맞춰 2011년 3월 주식회사 매일방송으로 상호를 변경하였고, 5월 종합편성 방송채널 사용 사업이 승인되었다. 이에 따라 9월 MBN v-radio dmb라디오가 폐국되었고 10월 새로운 CI(MBN)의 발표와 함께 종편 방송센터가 준공되었다.
원래는 가칭 MBS라는 종합편성채널을 새로 설립하고 기존의 mbn은 경제전문채널로 변경할 예정이었으나 형평성 문제로 인해 기존의 MBN을 종합편성채널로 전환하기로 했다.
마침내 2011년 12월 1일 새벽 0시를 기해 17년의 보도채널 시대를 마감하고 매일방송은 종합편성채널로서 재탄생, 개국하여 현재까지 이르고 있다.
12월 1일부터 MBN, 채널A, TV조선, JTBC 개국 보도채널 변경 MBN 매일경제TV → YTN YTN → News Y 연합뉴스TV
그리고 2021년 1월 1일 지상파 DMB TV 방송이 종료됨에 따라 폐국했다.
2021년 5월부터 방송통신위원회에서 6개월 영업정지 방송 중단 예정이었으나, 2021년 2월말 서울행정법원에 영업정지 취소 가처분되었다(6개월 정지 5월부터 12월 1일 자정).

## 변천 과정

### CI

1995년 3월 1일 ~ 2002년 4월 30일
2002년 5월 1일 ~ 2005년 7월 3일
2005년 7월 4일 ~ 2011년 11월 30일
2011년 12월 1일 ~ 2019년 11월 24일
2019년 12월 2일 ~ 현재

### 로고송
- 세계로 가는 길~ 미래로 가는 길~ 지식경제 M~B~N~ (2002년 ~ 2004년)
- 앞서가는 채널~ 깊이 있는 뉴스~ MBN~ MBN~ (2002년 ~ 2004년)
- 뉴스 뉴스 뉴스채널 MBN CNBC (mbn)~ (2004년 ~ 2005년)
- mbn~ (2005년 7월 1일 ~ 2011년 12월 1일)
- 대한민국 뉴스리더 MBN~ (2008년 ~ 2011년 12월 1일)
- mbn~ 뉴스 뉴스 뉴스는 mbn. mbn~ 대한민국 뉴스 채널 mbn (2009년 ~ 2011년 12월 1일)
- MBN~ (2011년 12월 1일 ~ 2013년)
- 아름다운 세상을 함께 드려요 희망 넘치는 열린 세상 매일 만나는 MBN~ (2011년 ~ 2013년)